# Radbuza

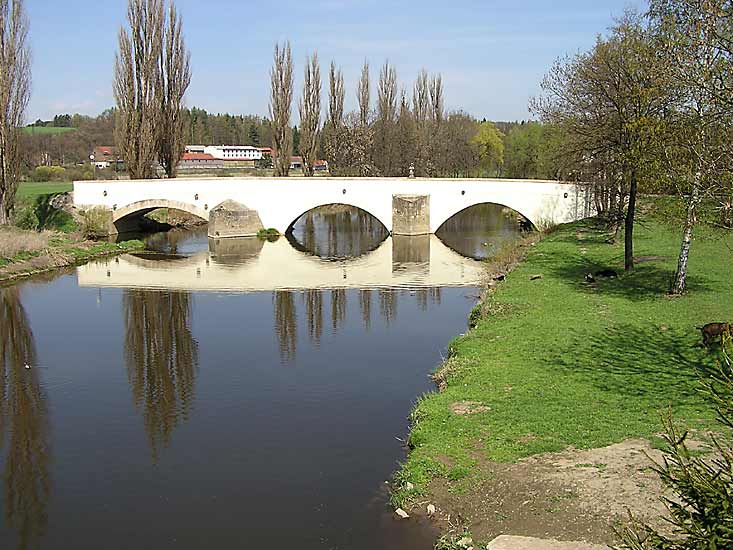
De Radbuza bij Dobřany.

De Radbuza (Duits: Radbusa) is een 112 kilometer lange bronrivier van de Berounka in Tsjechië. De bron van de rivier ligt in de buurt van Domažlice. De Radbuza komt in Pilsen samen met de Mže. Vanaf daar gaan de rivieren samen verder als de Berounka.
Een belangrijke zijrivier van de Radbuza is de Úhlava.
- Gemeinsame Normdatei: 104280186X
- Nationale Bibliotheek van Tsjechië: ge137825
- Virtual International Authority File: 305273561